# Scapanulus oweni
Scapanulus oweni é uma espécie de mamífero da família Talpidae. É a única espécie do gênero Scapanulus. É endêmica da China.